# Stadio municipale sindaca Ester Roa Rebolledo
Lo Stadio municipale sindaca Ester Roa Rebolledo (in spagnolo Estadio Municipal Alcadesa Ester Roa Rebolledo), già noto come Stadio municipale (in spagnolo Estadio Municipal de Concepción), è un impianto multifunzione di Concepción, in Cile, utilizzato principalmente pe il calcio. Ospita gli incontri casalinghi dell'Arturo Fernández Vial, del Deportes Concepción e dell'Universidad de Concepción.
È intitolato a Ester Roa Rebolledo, sindaca di Concepción dal 1956 al 1963.